# Zunari Kabuto
Der Zunari Kabuto, auch jap. Drei Platten Kabuto oder kopfförmiger Kabuto, ist ein Helm, der von den japanischen Samurai zu ihrer Rüstung (Yoroi) getragen wurde.

## Beschreibung
Der Zunari Kabuto besteht aus Eisen. Er zählt zu den Drei-Platten-Kabutos, da die Helmkalotte aus drei massiven Platten besteht. Es gibt zwei Grundversionen, die (jap.) Hineno Kabuto und Etchu Kabuto genannt werden. Diese Helmversionen unterscheiden sich nur dadurch, dass beim Hineno Kabuto die große zentrale Platte unter die Platte des Augenschutzes läuft, während beim Etchu Kabuto die zentrale Platte die Platte des Augenschutzes überlappt. Die zusätzliche Ausschmückung der Helme kann sehr stark variieren. Allgemein wird an den Helmen ein Seitenschutz (jap. Fukigaeshi), ein Nackenschutz (jap. Shikoro), eine Helmzier (jap. Maedate) und ein Befestigungsband (jap. Shinobi-O-Noh), um den Helm am Kopf zu fixieren, angebracht. Zu dieser Helmart wurden oft die Gesichtsmasken (jap. Menpo) getragen. Die Helme wurden in Japan oft in verschiedenen Farben lackiert. Dies diente zur Dekoration, aber auch um das Metall des Helmes vor Witterungseinflüssen zu schützen.